# Liste de jardins botaniques au Royaume-Uni
Cet article recense les jardins botaniques, arboretums et coniferetums situés au Royaume-Uni

## Angleterre
- Avon
  - Jardin botanique de l'Université de Bristol (Bristol University Botanic Gardens)
- Berkshire
  - Jardin botanique de l'Université de Reading (Harris Garden, University of Reading)
- Birmingham
  - Jardin botanique de Birmingham (Birmingham Botanical Gardens)
  - Jardin botanique Winterbourne, Université de Birmingham (Winterbourne Botanic Garden)
- Cambridgeshire
  - Jardin botanique de l'université de Cambridge (Cambridge University Botanic Garden)
- Cheshire
  - Arboretum Jodrell Bank (Jodrell Bank Arboretum)
  - Jardin botanique Ness (Ness Botanic Gardens)
- Cornouailles
  - Jardins perdus de Heligan (Lost Gardens of Heligan)
  - Eden Project
  - Jardins de l'abbaye de Tresco (Tresco Abbey Gardens) sur l'île de Tresco
- Derby
  - Arboretum de Derby (Derby Arboretum)
- Devon
  - Jardin de Bicton (Bicton Gardens)
  - Jardin botanique de Paignton (Paignton Botanical Gardens)
- Dorset
  - Jardin subtropical d'Abbotsbury (Abbotsbury Subtropical Gardens)
- Durham
  - Jardin botanique de l'Université de Durham (University of Durham Botanic Garden)
- Gloucestershire
  - Arboretum de Batsford, (Batsford Arboretum)
  - Arboretum national Westonbirt, Tetbury (Westonbirt National Arboretum)
  - Tortworth Court, (Tortworth Court)
- Grand Londres
  - Jardin botanique de Chelsea, Londres (Chelsea Physic Garden)
  - Jardins botaniques royaux de Kew (Royal Botanic Gardens, Kew)
- Hampshire
  - Jardin d'Exbury (Exbury Gardens)
- Île de Wight
  - Jardin botanique de Ventnor (Ventnor Botanic Garden)
- Kent
  - Coniferetum national de Bedgebury (Bedgebury National Pinetum)
- Leicestershire
  - Jardin botanique de l'Université de Leicester (University of Leicester Botanic Garden)
- Manchester
  - Jardin botanique First (Firs Botanical Grounds)
  - Jardin botanique Fletcher Moss (Fletcher Moss Botanical Garden)
- Merseyside
  - Parc et jardins botaniques Wavertree (Wavertree Botanic Park and Gardens)
  - Jardin botanique Calderstone de Liverpool (Calderstone Liverpools Botanical garden)
  - Jardins botaniques de Southport (Southport Botanic Gardens)
- Midlands de l'Ouest
  - Jardin botanique de l'Université de Birmingham, Winterbourne (University of Birmingham Botanic Gardens)
- Northamptonshire
  - Jardin botanique de l'Université de Newcastle (Moor Bank Garden)
- Northumberland
  - Arboretum de la maison de Thenford (Thenford House Arboretum)
- Oxfordshire
  - Jardin botanique de l'université d'Oxford (Oxford University Botanic Garden)
  - Arboretum Harcourt, à Nuneham Courtenay (Harcourt Arboretum)
- Surrey
  - Jardin botanique de Wisley, (Royal Horticultural Society Gardens, Wisley)
  - Arboretum Winkworth, (Winkworth Arboretum)
- West Sussex
  - Wakehurst Place, extension des jardins botaniques royaux de Kew
  - Jardin Borde Hill, Haywards Heath (Borde Hill Garden)
- Worcestershire
  - Arboretum Bodenham (Bodenham Arboretum)
- Yorkshire et Humber
  - Jardin botanique Harlow Carr, Harrogate (Harlow Carr Botanical Gardens)
  - Arboretum Thorp Perrow à Bedale (Thorp Perrow Arboretum)
  - Jardins du musée de York (York Museum Gardens)
  - Jardins botaniques de Sheffield (Sheffield Botanical Gardens)

## Écosse
- Jardin botanique de l'Université d'Aberdeen (The Cruickshank Botanic Garden)
- Jardins de Crarae à Inveraray, (Crarae Gardens)
- Jardin botanique de Dundee, (Dundee Botanic Garden)
- Jardin botanique royal d'Édimbourg (Royal Botanic Garden Edinburgh) et ses trois jardins régionaux :
  - Jardin botanique Dawyck, Stobo (Dawyck Botanic Garden)
  - Jardin botanique Logan, Port Logan (Logan Botanic Garden)
  - Jardin botanique Benmore, Dunoon (Benmore Botanic Garden)
- Jardin botanique de Saint Andrews dans la région de Fife, (St Andrews Botanic Garden)
- Jardin botanique de Glasgow (Glasgow Botanic Gardens)

## Pays de Galles
- Jardin botanique de l'Université du Pays de Galles, Aberystwyth (University of Wales Aberystwyth Botany Gardens)
- Jardin botanique national du Pays de Galles, Llanarthney (National Botanic Garden of Wales)
- Jardin botanique de Treborth, Université de Bangor, (Treborth Botanic Garden)

## Irlande du Nord
- Jardins botaniques de Belfast, (Belfast Botanic Gardens)